# General Aircraft Monospar ST-25
Dimensions
Le General Aircraft Monospar ST-25 était un avion de transport construit au Royaume-Uni par General Aircraft durant l'entre-deux-guerres.

## Variantes
- Monospar ST-25 Jubilee
- Monospar ST-25 Universal
- Monospar ST-25 Ambulance